# Oskar Boettger
Pour les articles homonymes, voir Boettger.
Oskar Boettger (ou Oskar Böttger) est un zoologiste prussien, né le 31 mars 1844 à Francfort et mort le 25 septembre 1910 dans la même ville.

## Biographie
Oskar Boettger entre à l’université de Francfort en 1863 puis à l’école des mines de Freiberg dans la Saxe. Il compte devenir ingénieur des mines, mais les désordres politiques que connaît alors l’Allemagne l’empêchent de trouver de travail dans cette branche. Il reprend alors ses études à l’université de Wurtzbourg et obtient son doctorat en 1869 en soutenant une thèse de paléontologie, discipline qui le passionne depuis l’enfance.
Il devient paléontologue en 1870 au Muséum Senckenberg de Francfort-sur-le-Main, puis conservateur du département herpétologique en 1875. Mais ses fonctions sont bénévoles, pour subvenir à ses besoins, il enseigne à Offenbach puis à Francfort.
Agoraphobe, il était presque incapable de sortir de chez lui et n’a jamais mis les pieds dans son muséum de 1876 à 1894. Ce sont ses assistants qui lui apportent les spécimens dont il avait besoin pour ses recherches. Les collections herpétologiques du Senckenberg comptaient 370 espèces en 1845, principalement rassemblées par Eduard Rüppell (1794-1884) lors de ses voyages en Afrique. Lorsque Boettger fera paraître son dernier catalogue, le nombre des espèces atteint 1 436. Le Senckenberg Museum devient ainsi l'un des centres de l’herpétologie européenne.
Il était un grand collectionneur de timbres et aller chercher un timbre rare était l’une des rares raisons qui le poussait à sortir de chez lui. D’ailleurs, lorsqu’un collaborateur ou un ami, lui faisait parvenir un spécimen, il demandait aussi d’y adjoindre des timbres.
Il fait paraître en 1892, le Katalog der batrachier-Sammlung im Museum der Senckenbergischen naturforschenden Gesellschaft in Frankfurt am Main et de 1893 à 1898, le Katalog der Reptilien-Sammlung im Museum der Senckenbergischen naturforschenden Gesellschaft in Frankfurt am Main, en deux volumes.
Il étudie également les coléoptères et les mollusques. Sa collection est pour l'essentiel conservée au Muséum Senckenberg, le reste au Muséum national du Pays de Galles à Cardiff.
Il ne cherche pas à réaliser de grands travaux de taxinomie et préfère se cantonner au niveau de l’espèce. Son intérêt ne connaît pas de limites géographiques et il étudie toutes les régions du monde, y compris celles peu étudiées jusqu’à présent.
Il est l'oncle du zoologiste Cesar Rudolf Boettger (1888-1976).
George Albert Boulenger (1858-1937) lui a dédié l'espèce Anolis boettgeri Boulenger, 1911, un lézard de la famille des Polychrotidae du Pérou.